# Kelli Berglund
Kelli Berglund (9 februari 1996) is een Amerikaanse actrice. Zij is bekend van haar rol als Bree Davenport in de Disney XD-serie Lab Rats en in de spin-off Lab Rats: Elite Force.
Berglund heeft ook de hoofdrol gespeeld in twee in Australië spelende sportfilms: Raising the Bar uit 2016 en Going for Gold uit 2018.
- Library of Congress Control Number: no2017013134
- Virtual International Authority File: 4249148632940330630004
- WorldCat: E39PBJrCdGGkWFDyxPj4ygDH4q